# Partido Comunista do Kampuchea
O Partido Comunista do Kampuchea (em quemer:  គណបក្សកុំមុយនីសកម្ពុជា; CPK), também conhecido como Partido Comunista do Camboja ou Partido Comunista Quemer foi um partido comunista do Camboja. Surgiu em 1951 durante a Primeira Guerra da Indochina sob o nome de Partido Revolucionário do Povo Quemer e mais tarde passou a ser chamado de Partido dos Trabalhadores da Kampuchea. Seu líder foi Pol Pot e seus seguidores foram geralmente conhecidos como Quemer Vermelho. O partido esteve clandestino durante a maior parte sua existência e tomou o poder no país em 1975 ao triunfar na Guerra Civil do Camboja e estabeleceu um Estado conhecido como Kampuchea Democrática. O partido perdeu o poder em 1979 com a criação da República Popular da Kampuchea por esquerdistas que estavam insatisfeitos com o regime de Pol Pot, e pela intervenção de forças militares do Vietnã (guerra cambojana-vietnamita) após um período de assassinato em massa. O partido foi dissolvido oficialmente em 1981 com o Partido da Kampuchea Democrática reivindicando o seu legado.